# Анио Новус
Анио Новус (Anio Novus; aqua Anienis nova) e акведукт в Древен Рим.
Започва от долината на река Анио при Субиако в Лацио. Дълъг е 87 км. В Рим е висок 70 м, снабдява със 196 627 м3 вода на ден, стига и до намиращите се високо квартали на града.
Строежът му започва от 38 г., както и на Аква Клавдия, по времето на император Калигула и завършва по времето на император Клавдий през 52 г.
На 1 август двата водни канала са открити едновременно. Сроежът им е струвал 350 000 000 сестерции.
Преди строежа на новия Анио Новус вече съществува стар акведукт Анио Ветус.